# Agnar
Agnar
| Significado:                 | «respeito»/«fio/gume da espada» e «guerreiro» |
| Origem:                      | Nórdico agi ou egg ou arr                     |
| Dia do nome:                 | 21. junho (Noruega)                           |
| Frequência na Noruega (2019) |                                               |
| Agnar:                       | 833 homens.                                   |
| Outros nomes relacionados    |                                               |
| Outra forma:                 | Agne                                          |
| Em outras línguas            |                                               |
| Sueco:                       | Agnar                                         |
| Dinamarquês:                 | Agnar, Agner                                  |
| Islandês:                    | Agnar                                         |
| Faroese:                     | Agnar                                         |

Agnar é um nome masculino originário do nome nórdico Agnarr. O primeiro nome pode ser formado por egg, "fio ou gume" (da espada), ou agi, "respeito" ou "rebelião". O outro elo do nome é formado pela palavra nórdica arr , que é novamente formada pelo antigo nórdico harjaR, que significa "guerreiro". 
Agnar está em Grimnesmål (livro de poemas de sabedoria do deus nórdico Odin), filho de jotun (ou o espírito ancestral / fantasma) Geirrød. Geirrød segura Grimne (Odin) no fogo, e o tortura. Grimne é Odin disfarçado (Grimne significa máscara), e passa por oito dias amarrado entre as chamas do fogo. Apenas Agnar ajuda Grimne, oferecendo água para ele beber. Fazendo assim, que Grimne comece a cantar. Assim, Geirrød entende que Grimne é Odin e tenta liberta-lo, mas tropeça em sua própria espada e termina morrendo. (Leia mais no Grimnesmål).

## Distribuição
Agnar é um nome nórdico raro.Predefinição:Navnetabelltopp
Predefinição:Navnetabellrad
Predefinição:Navnetabellrad
Predefinição:Navnetabellrad
Predefinição:Navnetabellrad
Predefinição:Navnetabellrad
Predefinição:Navnetabellrad
Predefinição:Navnetabellrad
Predefinição:Navnetabellrad
|}
| País                                                    | Forma do nome | Quantidade de homens | Percentagem | Classificação |   |   | Rangering guttebarn |
| ------------------------------------------------------- | ------------- | -------------------- | ----------- | ------------- | - | - | ------------------- |
| ligação=Island\|alt=Island\|borda\|22x22px Island       | Agnar         | 282 (2012)           | 0,2 %       | ca. 160.      | 0 | 0 | 1000                |
| ligação=Færøyene\|alt=Færøyene\|borda\|22x22px Færøyene | Agnar         | 23 (2006)            | 0,09 %      | 208.          | 0 | 0 | 1000                |
| ligação=Norge\|alt=Norge\|borda\|22x22px Norge          | Agnar         | 964 (2012)           | 0,04 %      | 347.          | 0 | 0 | 1000                |
| ligação=Danmark\|alt=Danmark\|borda\|22x22px Danmark    | Agner         | 258 (2013)           | 0,009 %     | ca. 603.      | 0 | 0 | 1000                |
| ligação=Sverige\|alt=Sverige\|borda\|22x22px Sverige    | Agnar         | 240 (2009)           | 0,005 %     | ca. 807.      | 0 | 0 | 1000                |
| ligação=Finland\|alt=Finland\|borda\|22x22px Finland    | Agner         | 36 (2013)            | 0,001 %     | ca. 1 472.    | 0 | 0 | 1000                |
| ligação=Danmark\|alt=Danmark\|borda\|22x22px Danmark    | Agnar         | 29 (2013)            | 0,001 %     | ca. 1 638.    | 0 | 0 | 1000                |
| ligação=Finland\|alt=Finland\|borda\|22x22px Finland    | Agnar         | 25 (2013)            | 0,0009 %    | ca. 1 738.    | 0 | 0 | 1000                |

## Pessoas famosas com o nome
Em ordem, por ano de nascimento
- Agnar Mykle (1915–1994), escritor, Norueguês
- Agnar Nielsen (1928–), político das Ilhas Faroe
- Agnar Sandmo (1938–), professor de economia, Noruegues